# 不死探偵・冷堂紅葉
『不死探偵・冷堂紅葉』（ふしたんてい れいどうもみじ）は、零雫による日本のライトノベル。イラストは美和野らぐが担当している。第15回GA文庫大賞銀賞受賞作で、GA文庫（SBクリエイティブ）より2023年7月から刊行されている。
主人公と謎の転校生が、学園内で発生した殺人事件に挑むミステリー。

## あらすじ

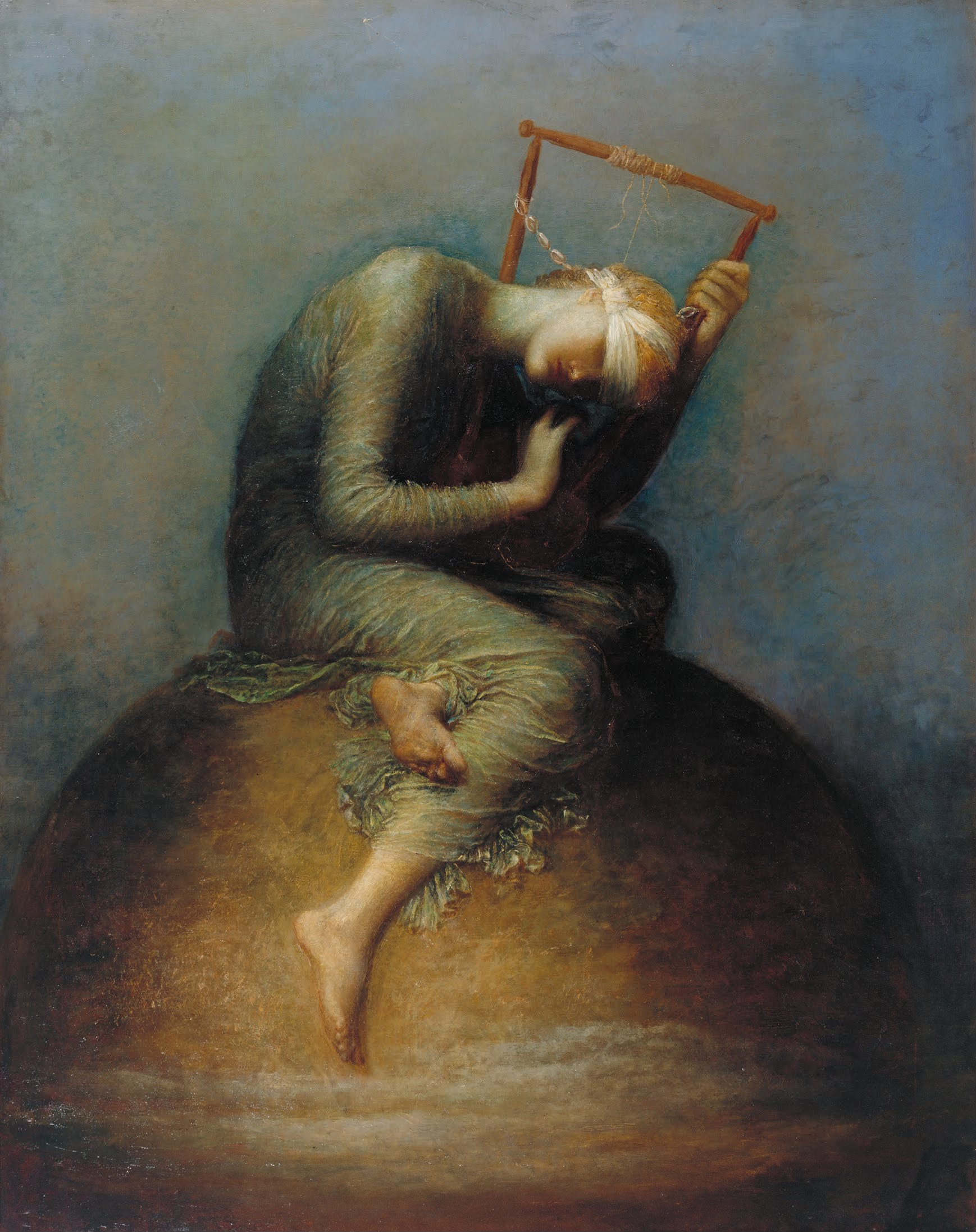
ジョージ・フレデリック・ワッツの『希望』

第1巻「君とのキスは密室で」
7月、私立青崎高校に通う天内晴麻のクラスに冷堂紅葉が転入してくる。放課後、天内は隣の席になった冷堂に学校を案内するが、最後に訪れた体育館で悲鳴を聞き、駆けつけた用具室でクラスメイト笹村大和の遺体を発見する。発見前の体育館は密室で、頭部をダンベルで殴打された笹村の手には同日の水泳の授業中に盗難に遭った宮川愛のものと思われるブラジャーが握られていた。
誰かとキスすることで時間を逆行する異能力を持つ天内は、冷堂から打ち明けられてお互いに異能力者であることを知り、殺人事件の解決を頼まれてこれを承諾する。体育館の密室殺人と宮川の下着の盗難の関連性を疑った2人は、宮川と、事件当日に日直として女子更衣室の鍵を管理していた芦原伊代からそれぞれ話を聞くが、天内は自身が所属する文学研究会の部室で、心臓を鉈で刺されて血溜まりの中に沈んでいた冷堂を発見する。部室がある旧校舎の鍵は中からしか開閉ができず、部室の鍵は天内が所持していたため、事件現場は密室となっていた。しかし、冷堂は翌日には目を覚まして週明けには普通に登校し、周囲の好奇の目に晒されたために天内に助けを求める。天内は異能力を使用し、刺された冷堂を発見した時間まで逆行して事件の発覚を防ぐ。冷堂の異能力は不老不死であり、自分の前に不老不死だった父が密室で謎の死を遂げた真相を突き止めるために探偵を求めていた。
天内は文学研究会のメンバーであるカルバン・クレインと塩江蜜柑、そして頼りになると判断した芦原に事件解決の協力を依頼する。塩江たち3人が女子更衣室を調べる一方で、天内と冷堂は天内の知り合いの刑事律音澪太郎の許可を得て体育館の用具室を調べ、冷堂の推理により笹村を殺害したトリックが判明する。それによって笹村の死亡推定時刻のアリバイが無効となり、天内と冷堂は犯人が部室に出入りできた文学研究会のメンバーである可能性が高いと考えて調査を続け、やがて一連の事件の犯人を突き止める。
第2巻「君に遺す『希望』」

10月、天内と冷堂は先日も訪れたばかりの喫茶店で殺人事件に遭遇する。遺体発見前の喫茶店は密室で、被害者である店員の椿緋芽は普段から着用していた黒いタイツを脱がされた状態だった。天内は律音の上司湯之宮灯呂から、子どもが現場に立ち入ることに難色を示されるが、密室の謎を解くことによって信頼を得る。
1週間後、青崎高校にエレイン・ティリーとメアリン・ティリーの姉妹が転入してくる。2人は冷堂と同じ孤児院で育った旧友であり、エレインは透視の異能力者だった。放課後、冷堂と姉妹はショッピングモールへ買い物に行き、そこでカルバンのメイドの三鷹ソラと、椿緋芽の姉でショッピングモールの店員の椿藍花と親しくなる。三鷹と椿も、冷堂と同様に異能力者だった。
エレインは美術部で活動を始め、メアリンは弓道に興味を示すが、転入から数日後に2人とも密室で殺害される事件が発生する。エレインは美術部室の机の下で矢によって射殺されていた。遺体の側にはエレインが模写したジョージ・フレデリック・ワッツの『希望』が落ちており、描かれた女の首元にはエレインの血で×印がつけられていた。メアリンは美術部室と同じ棟の女子更衣室で首を吊っており、衣服からは隣の男子更衣室の鍵が、同じく密室になっていた男子更衣室からは女子更衣室の鍵がそれぞれ発見される。
天内は更衣室の相互密室の謎を、冷堂は美術部室の密室の謎を解いて犯人を突き止めるが、自首を促すなかでエレインたちを殺害した犯人に協力者がいることが判明する。

## 登場人物

### 私立青崎高校

#### 2年A組
天内 晴麻（）
本作の主人公。文学研究会所属の男子生徒。キスすることで時間を遡る異能力の持ち主。ミステリ小説の愛読者で、密室殺人を好む。中学時代は剣道部で、剣道初段の資格者。木造2階建てのアパートで、父から仕送りを受けて生活している。愛車は父から譲り受けたエリミネーター。
冷堂 紅葉（）
本作のヒロイン。文学研究会所属の女子生徒。長い黒髪と赤い瞳が特徴で、高校生離れしたスタイルの美人。不老不死の異能力の持ち主で、実年齢は24歳。健啖家。胸を見られることに躊躇がない反面、太さを気にしているのかお腹や脚を見られることには恥じらいがある。外海から譲渡されたマンションで一人暮らしをしており、賃貸住宅として家賃収入を得て生活費に充てている。
『このライトノベルがすごい！2024』女性キャラクター部門では24位になった。
網船 至（）
色白の男子生徒。美術部の幽霊部員。
奥原 鷲雄（）
テニス部所属の男子生徒。ルックスはいいが軽薄で、短絡的な思考の持ち主。塩江の彼氏だが、中学のころは宮川に何度も告白しては断られていた。
笹村 大和（）
野球部所属の男子生徒。宮川に好意を抱いており、しつこく言い寄っていた。

#### 2年B組
カルバン・クレイン
文学研究会所属の男子生徒。アメリカ人の親を持つが、自身は日本生まれの日本育ち。天内を「ナイアマ」、冷堂を「ドーレー」というように人のことは名前を逆転させて呼ぶ。ライトノベルの愛読者。
塩江 蜜柑（）
文学研究会所属の女子生徒。ミステリ好きで、自称「文学研究会の名探偵」。彼氏の奥原に心底惚れ込んでいる。宮川、芦原の2人と仲がいい。
宮川 愛（）
学校一胸が大きいと評される女子生徒。バレー部所属だったが、7月の事件解決後に退部し、文学研究会に入部する。
芦原 伊代（）
水泳部所属の女子生徒。ギャルっぽいが友達思いで頭の回転は速い。
エレイン・ティリー
孤児院での冷堂の旧友で、メアリンの双子の姉。ツインテールの金髪と碧眼が特徴。透視の異能力の持ち主。美術の有名人で、絵画コンクールで賞を取ったことがある。出身はイギリスで、渡日して家族と生活していたが5歳の時にバスジャックに巻き込まれて両親を失った。強気な性格だが、バスジャックが原因で銃にトラウマがあり、玩具の銃を見ただけでも冷静さを失う。
メアリン・ティリー
冷堂の旧友でエレインの双子の妹。ボブカットの金髪と碧眼が特徴。引っ込み思案で、小動物のような雰囲気。エレインと比べて日本語はぎこちないほか、漢字の勉強をしている。天内の顔を「イケメン」と評して気に入る。転入の理由は冷堂に話すことがあったからだが、確証が得られず叶わなかった。
布施 一馬（）
空手部所属の男子生徒。筋肉質で長身。ショッピングモールで警備員のアルバイトをしている。

### その他の登場人物
律音 澪太郎（）
天内の幼なじみの刑事。爽やかな印象で、真面目だが抜けているところがある。長身で細身だが、鍛えており戦闘力は高い。
湯之宮 灯呂（）
律音の上司の刑事。
三鷹 ソラ（）
カルバンのメイド。異能力「時の破壊」の持ち主で、戦闘力は高い。愛車はメルセデス・マイバッハで、カルバンの送迎に使用する。
椿 緋芽（）
喫茶店の店員。黒髪をポニーテールにしている。寒がりで、黒のフェイクタイツを着用する。
椿 藍花（）
椿緋芽の姉で、ショッピングモールの服屋の店員。赤髪であること以外は妹と瓜二つの容姿をしている。自分を害するものや掌を向けた対象が自分に近づけないようにする異能力の持ち主。
外海 雪雄（）
実父を亡くした冷堂を引き取った孤児院の経営者で、故人。冷堂の父が不老不死であることを知っていた。齢百を迎えたころ、資産の一つであるマンション一棟を譲渡する条件として、冷堂に知り合いの高校に通うよう勧め、冷堂が人並みの幸福を得ることを望んで息を引き取った。
冷堂 青紫（）
冷堂紅葉の父親で、故人。不老不死の異能力者で、周囲からの奇異の視線に心を痛めていたが、ある時密室で謎の死を遂げた。

## 作中設定
文学研究会
天内が所属する部活動。文芸部と違って実績や目標はなく、単に本を読むことだけを目的としている。部室は旧校舎3階の元図書室で、天井の中央に用途不明の天窓がある。
1年生の時に偶然旧校舎で出会った天内、カルバン、塩江の3人が作った部活で、部員が規定の4人に満たないため旧校舎の取り壊しに伴い廃部になる予定だった。
天内晴麻の異能力
誰かとキスすることによって時間を逆行する。天内の意思で戻る時間を決めることはできない、誰かの死を認識するとそれより前の時間に戻ることができなくなる、死を認識しなくても戻れる時間は更新されるなどの制限がある。短期間に連続使用した際には体調を崩した。天内が中学のころに発現したが、未来を変えた影響で母親を死なせて以来使用していなかった。天内以外は遡る前の時間を記憶できないと思われていたが、キスの相手である冷堂は異能力者であるためか記憶を維持している。
冷堂紅葉の異能力
不老不死。身体は常に健康で、傷や病はすぐに治る。もともとは冷堂の父親が持っていた異能力であり、彼の死に伴って冷堂に異能力が移ったとされる。副次的な能力として、冷堂は異能力の痕跡を匂いで感じ取ることができる。
時の破壊（）
三鷹ソラの異能力。フィンガースナップした先にいる対象の未来の動きを破壊する。対象となった人間はその行動を一度体験した上で無かったことにされる。一度使用した後は数秒のインターバルを要する。

## 作風
学園ミステリーにライトノベルらしい突飛な設定が加えられている作品。著者の零は本作を「ライトノベルで本格ミステリを書こう」という志で、どちらかの要素が中途半端になって「ラノベらしくない」「ミステリじゃない」作品にならないよう執筆した。
作中では読者への挑戦状が挿入される。零は読者への挑戦状のあるミステリ作品が好きで、一般文芸だけでなくライトノベルにもあれば読みたいと思い至り、本作で形にしたという。
過去のミステリ作品のほか、さまざまな小説や漫画、映画、ドラマ等の小ネタが随所に盛り込まれている。

## 制作背景
第15回GA文庫大賞銀賞受賞時のタイトルは『君と最後のキスをする』。零によると『シン・エヴァンゲリオン劇場版𝄇』を鑑賞して創作意欲が湧き、本作を執筆したという。受賞時のタイトルも「One Last Kiss」に由来する。

## 評価
『アニメ！アニメ！』が実施した読者アンケート「アニメ化してほしいライトノベル・小説は？」では、2023年上半期は14位、2023年下半期は4位、2024年上半期は2位、2024年下半期および2025年上半期は1位になった。
「ラノベニュースオンラインアワード」では、2023年7月刊の投票アンケートで第1巻が「総合部門」「萌えた部門」「新作総合部門」「新作部門」に選出され4冠を達成した。2023年11月刊の投票アンケートで第2巻が「総合部門」「熱かった部門」「萌えた部門」「新作総合部門」に選出され、ラノオンアワード史上初の2巻連続での4冠を達成した。
タニグチリウイチは第1巻について、特徴的な属性を持っているからこそ可能なトリックを推察し、ブラジャーのサイズの重要性を考えると浮かび上がってくる真相の先にある、人が殺人を犯す動機の空虚さに戦慄させられる物語と評した。
『このライトノベルがすごい！2024』では文庫部門で12位、新作部門で8位になった。
坂嶋竜は『本屋大賞』2024で本作に投票し、「いつのまにか信じられていたラノベとミステリは相性が悪いと言う先入観を完全に打ち砕いた作品。立ったキャラと不可思議な事件群、そしてあくまで謎解きはフェアな姿勢に感心させられた。この本からミステリに入るものは幸いである」と評した。
『ハヤカワミステリマガジン』2025年1月号の特集記事「2024年 わたしのベスト10 国内篇」において、浅木原忍と東京大学新月お茶の会が本作の第2巻を6位に選出した。浅木原は特殊設定ハウダニットの意欲作で、前作の弱点が改善されていると評した。東京大学新月お茶の会は「密室殺人の謎を追うラノベミステリの新潮流」と評した。

## 既刊一覧
- 零雫（著）・美和野らぐ（イラスト）、SBクリエイティブ〈GA文庫〉、既刊3巻（2025年8月9日現在）
  - 『不死探偵・冷堂紅葉 01.君とのキスは密室で』2023年7月31日初版第一刷発行（2023年7月14日発売[89]）、ISBN 978-4-8156-2149-0
  - 『不死探偵・冷堂紅葉 02.君に遺す『希望』』2023年11月30日初版第一刷発行（2023年11月15日発売[90]）、ISBN 978-4-8156-2150-6
  - 『不死探偵・冷堂紅葉 03.君への挑戦状』2025年8月31日初版第一刷発行（2025年8月9日発売[91]）、ISBN 978-4-8156-3656-2